# Schwarzbach (Hofbieber)
Schwarzbach ist ein 431 m hoch gelegener Ortsteil der Gemeinde Hofbieber im osthessischen Landkreis Fulda.

## Geographische Lage
Der Ort liegt ca. 4,6 km nordöstlich vom Ortsteil Hofbieber (Ortsteil) und grenzt im Uhrzeigersinn im Norden beginnend an, die Ortsteile Gotthards (Gemeinde Nüsttal), Obernüst, Langenberg, Rödergrund-Egelmes und Morles (Gemeinde Nüsttal).
Siedlungsplätze innerhalb der Gemarkung
- Sandberg
- Vinzentinerinnen (Barmherzige Schwestern vom heiligen Vinzenz von Paul) Kloster

## Geschichte

### Ortsgeschichte
Um 1490 wird eine Kapelle erwähnt, deren Patrozinium Maria war. Es war Dorf des fuldischen Amts Bieberstein. 1502 gehörte es zur Pfarrei Gotthards. Die Ersterwähnung von Schwarzbach erfolgte unter "Swarbach" in 1510. 1570 trotz großer Anhängerschaft innerhalb des Stiftsadels konnte sich die Reformation in der Fürstabtei Fulda nicht durchsetzen. Der Ort blieb katholisch. 
1787 zählte es zur Fürstabtei Fulda, Amt Bieberstein
1812 wurde es zur Pfarrkirche erhoben. In 1821 mit dem Kurfürstentum Hessen wurde es der Provinz Fulda und zum Kreis Hünfeld zugeordnet. 1834 hatte Schwarzbach 408 Einwohner.
Zum 1. August 1972 wurde die bis dahin selbständige Gemeinde Schwarzbach – zuvor im Landkreis Hünfeld gelegen – im Zuge der Gebietsreform in Hessen kraft Landesgesetz in die Gemeinde Hofbieber eingemeindet. Wie für alle nach Hofbieber eingegliederten Gemeinden wurde auch für Schwarzbach ein Ortsbezirk gebildet.

### Verwaltungsgeschichte im Überblick
Die folgende Liste zeigt die Staaten und Verwaltungseinheiten, denen Schwarzbach angehört(e):
- vor 1803: Heiliges Römisches Reich, Hochstift Fulda, Amt Bieberstein
- 1803–1806: Heiliges Römisches Reich, Fürstentum Nassau-Oranien-Fulda, Fürstentum Fulda, Amt Bieberstein
- 1806–1810: Kaiserreich Frankreich, Fürstentum Fulda (Militärverwaltung)
- 1810–1813: Großherzogtum Frankfurt, Departement Fulda, Disrrikt Bieberstein
- ab 1816: Kurfürstentum Hessen, Großherzogtum Fulda, Amt Bieberstein
- ab 1821/22: Kurfürstentum Hessen, Provinz Fulda, Kreis Hünfeld[7][Anm. 2]
- ab 1848: Kurfürstentum Hessen, Bezirk Fulda
- ab 1851: Kurfürstentum Hessen, Provinz Fulda, Kreis Hünfeld
- ab 1867: Norddeutscher Bund, Königreich Preußen,[Anm. 3] Provinz Hessen-Nassau, Regierungsbezirk Kassel, Kreis Hünfeld
- ab 1871: Deutsches Reich,  Königreich Preußen, Provinz Hessen-Nassau, Regierungsbezirk Kassel, Kreis Hünfeld
- ab 1918: Deutsches Reich, Freistaat Preußen, Provinz Hessen-Nassau, Regierungsbezirk Kassel, Kreis Hünfeld
- ab 1944: Deutsches Reich, Freistaat Preußen, Provinz Kurhessen, Landkreis Hünfeld
- ab 1945: Deutsches Reich, Amerikanische Besatzungszone, Groß-Hessen, Regierungsbezirk Kassel, Landkreis Hünfeld
- ab 1946: Deutsches Reich, Amerikanische Besatzungszone, Hessen, Regierungsbezirk Kassel, Landkreis Hünfeld
- ab 1949: Bundesrepublik Deutschland, Hessen, Regierungsbezirk Kassel, Landkreis Hünfeld
- ab 1972: Bundesrepublik Deutschland, Land Hessen, Regierungsbezirk Kassel, Landkreis Fulda, Gemeinde Hofbieber

## Bevölkerung

### Einwohnerstruktur 2011
Nach den Erhebungen des Zensus 2011 lebten am Stichtag dem 9. Mai 2011 in Schwarzbach 471 Einwohner. Darunter waren 3 (0,6 %) Ausländer.
Nach dem Lebensalter waren 96 Einwohner unter 18 Jahren, 189 waren zwischen 18 und 49, 90 zwischen 50 und 60 und 96 Einwohner waren älter.
Die Einwohner lebten in 183 Haushalten. Davon waren 51 Singlehaushalte, 45 Paare ohne Kinder und 72 Paare mit Kindern, sowie 12 Alleinerziehende und 3 Wohngemeinschaften. In 42 Haushalten lebten ausschließlich Senioren und in 114 Haushaltungen leben keine Senioren.

### Einwohnerentwicklung
- 1812: 41 Feuerstellen, 342 Seelen[5]

| Schwarzbach: Einwohnerzahlen von 1812 bis 2023 | Schwarzbach: Einwohnerzahlen von 1812 bis 2023 | Schwarzbach: Einwohnerzahlen von 1812 bis 2023 | Schwarzbach: Einwohnerzahlen von 1812 bis 2023 | Schwarzbach: Einwohnerzahlen von 1812 bis 2023 |
| --- | ---------------------------------------------- | ---------------------------------------------- | ---------------------------------------------- | ---------------------------------------------- |
| Jahr |                                                |                                                |                                                | Einwohner                                      |
| 1812 | 1812                                           |                                                | 41                                             | 41                                             |
| 1834 | 1834                                           |                                                | 408                                            | 408                                            |
| 1840 | 1840                                           |                                                | 419                                            | 419                                            |
| 1846 | 1846                                           |                                                | 416                                            | 416                                            |
| 1852 | 1852                                           |                                                | 402                                            | 402                                            |
| 1858 | 1858                                           |                                                | 391                                            | 391                                            |
| 1864 | 1864                                           |                                                | 407                                            | 407                                            |
| 1871 | 1871                                           |                                                | 394                                            | 394                                            |
| 1875 | 1875                                           |                                                | 386                                            | 386                                            |
| 1885 | 1885                                           |                                                | 414                                            | 414                                            |
| 1895 | 1895                                           |                                                | 391                                            | 391                                            |
| 1905 | 1905                                           |                                                | 389                                            | 389                                            |
| 1910 | 1910                                           |                                                | 403                                            | 403                                            |
| 1925 | 1925                                           |                                                | 424                                            | 424                                            |
| 1939 | 1939                                           |                                                | 446                                            | 446                                            |
| 1946 | 1946                                           |                                                | 675                                            | 675                                            |
| 1950 | 1950                                           |                                                | 627                                            | 627                                            |
| 1956 | 1956                                           |                                                | 561                                            | 561                                            |
| 1961 | 1961                                           |                                                | 499                                            | 499                                            |
| 1967 | 1967                                           |                                                | 495                                            | 495                                            |
| 1970 | 1970                                           |                                                | 482                                            | 482                                            |
| 1980 | 1980                                           |                                                | ?                                              | ?                                              |
| 1990 | 1990                                           |                                                | ?                                              | ?                                              |
| 2000 | 2000                                           |                                                | ?                                              | ?                                              |
| 2011 | 2011                                           |                                                | 471                                            | 471                                            |
| 2023 | 2023                                           |                                                | 508                                            | 508                                            |
| Datenquelle: Historisches Gemeindeverzeichnis für Hessen: Die Bevölkerung der Gemeinden 1834 bis 1967. Wiesbaden: Hessisches Statistisches Landesamt, 1968. Weitere Quellen: LAGIS; Gemeinde Hofbieber; Zensus 2011 |                                                |                                                |                                                |                                                |

### Historische Religionszugehörigkeit
| • 1885: | 11 evangelische (= 2,70 %), 396 katholische (= 97,06 %), ein jüdischer (= 0,25 %) Einwohner |
| • 1961: | 6 evangelische (= 1,20 %), 493 katholische (= 98,80 %) Einwohner                            |

## Religion

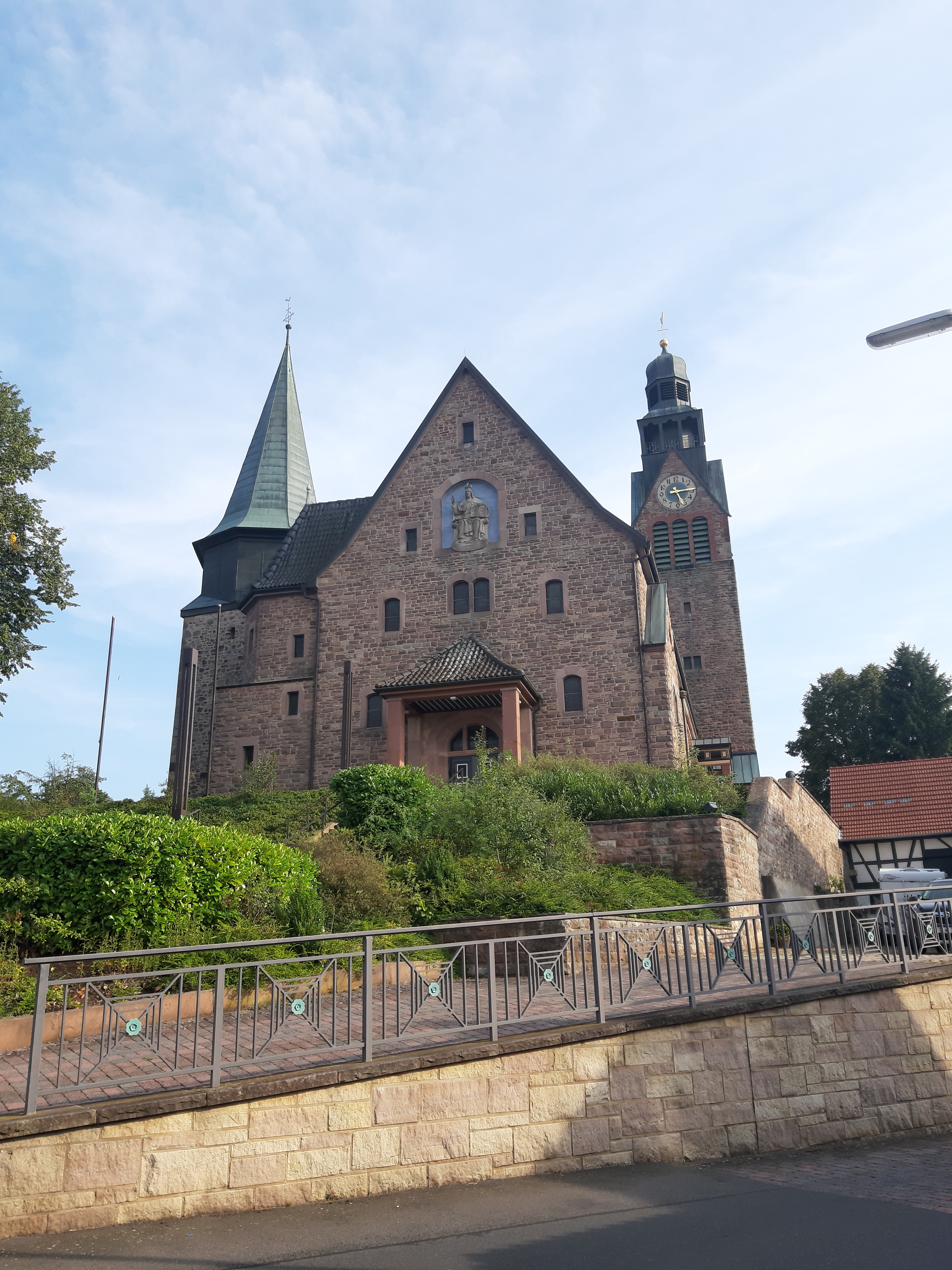
Die katholische Pfarrkirche

Nach den Urkunden der kirchlichen Archive gehörte Schwarzbach im Jahre 1093 zur Großpfarrei Margretenhaun als Tochterpfarrei. Das Gebiet und das Dorf wurde seelsorglich von Mönchen des Klosters Petersberg betreut. Die kirchliche Organisation erfolgte überwiegend durch das Kloster Fulda. Um 1490 wird eine Kapelle erwähnt. 
Die heutige römisch-katholische Pfarrkirche wurde 1912–1914 nach Entwürfen von Georg Kegel erbaut und ist der heiligen Maria vom Berg Karmel gewidmet. Sie wird wegen ihrer für den kleinen Ort ungewöhnlichen Größe auch „Rhön-Dom“ genannt. Da sich die kleine Gemeinde ein so großes Gotteshaus nicht leisten konnte, mussten die Schwarzbacher ehrenamtlich aktiv werden und den Bau zum Beispiel durch kostenfreien Transport der Sandsteinblöcke unterstützen. Beim Bau der Kirche wurde der Turm der wesentlich älteren Vorgängerkirche in seiner ursprünglichen Form erhalten und in den Neubau integriert.
Für die Kirche St. Maria vom Berg Carmel hat die Glockengießerei Otto aus Hemelingen/Bremen zweimal Glocken gossen. Im Jahre 1927 lieferte Otto vier Bronzeglocken, von denen drei im Zweiten Weltkrieg beschlagnahmt und eingeschmolzen wurden. Nur eine Glocke überlebte den Krieg. Im Jahr 1952 wurden für Schwarzbach drei neue Glocken mit der Schlagtonreihe fis – a – h gegossen.

## Politik
Für Schwarzbach besteht ein Ortsbezirk (Gebiete der ehemaligen Gemeinde Schwarzbach) mit Ortsbeirat und Ortsvorsteher nach der Hessischen Gemeindeordnung. Der Ortsbeirat besteht aus fünf Mitgliedern. Bei den Kommunalwahlen in Hessen 2021 betrug die Wahlbeteiligung zum Ortsbeirat 65,93 %. Alle Kandidaten gehörten der Bürgerliste an. Der Ortsbeirat wählte Sebastian Mannz zum Ortsvorsteher und Jürgen Herbst zu seinem Stellvertreter.

## Vereine
- Freiwillige Feuerwehr Schwarzbach
- Sportverein DJK FSV Schwarzbach
- Musikverein „Original Schwarzbachtaler“
- Gesangverein „Concordia Schwarzbach“
- Kirmesgesellschaft „#Die Kirchweih als Volksfest“
- DJT Dorfjugendtreff
- KFD
- Wanderklub „Komm mit“

## Persönlichkeiten
- Heinrich Joseph Wassermann (1791–1838), Komponist, Dirigent und Geiger in Deutschland und der Schweiz